# Xã Jasper, Michigan
Xã Jasper (tiếng Anh: Jasper Township) là một xã thuộc quận Midland, tiểu bang Michigan, Hoa Kỳ. Năm 2010, dân số của xã này là 1.180 người.